# Johann Philipp Lorenz Withof

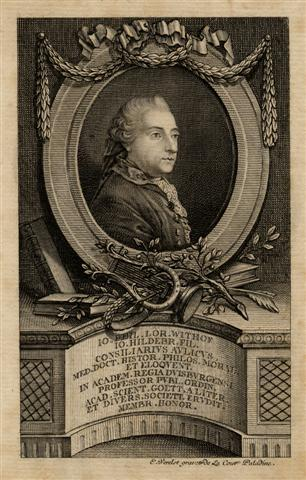
Porträt von Johann Withof

Johann Philipp Lorenz Withof (* 1. Juni 1725 in Duisburg; † 2. Juli 1789 in Duisburg) war Arzt und Professor für Geschichte, Beredsamkeit und Moral. Berühmt wurde er durch seine philosophische Lehrdichtung, die durch ihn eine letzte Blütezeit erlebte.

## Leben
Johann Philipp Lorenz Withof wurde am 1. Juni 1725 als zweiter Sohn des Universitätsprofessors Johann Hildebrand Withof und seiner Frau Agnes Margarethe Gleim in Duisburg geboren.
1737 bis 1740 besuchte er das Gymnasium in Duisburg und ab 1740 die Universität in Duisburg. Er belegte Philologie, Geschichte, Philosophie und ab 1743 zusätzlich Medizin und Mathematik. 1746 und 1747 führte Withof Studien in Utrecht und Leiden durch. Hier veröffentlichte er auch seine erste größere wissenschaftliche Arbeit Ad systema Leuwenhoeckianum commentarii duo. Acc. Monstosorum renum historia.
Nach Abschluss des Medizinstudiums mit der Arbeit Diss. De aere in humanibus liquoribus harente 1747 ließ sich Withof als Arzt mit großem Erfolg in Lingen nieder. Schon 1750 wurde er als Assistent an der medizinischen Fakultät der Universität Duisburg angestellt. Forschungen über die menschlichen Haare (Diss. anatomico phys. de pilo humano) brachten ihm wissenschaftlichen Ruhm und Anerkennung. Trotz seines 1751 erscheinenden Gedichtbandes konnte er keine Professur an einer angesehenen Universität erlangen. Der heraufziehende Siebenjährige Krieg zwang ihn dann 1752 eine Professorenstelle an der Hohen Schule zu Hamm anzunehmen. Herausragende wissenschaftliche Arbeiten konnte er hier kaum herstellen, außer einer Geschichte der Hohen Schule in Hamm, eines Werkes über die Kastration und eine Geschichte der Assassinen Das meuchelmörderische Reich der Assassinen. Withof führt die Geschichte der Assassinen zur Zeit der Kreuzzüge auf und erklärt den schon damals bestehenden Terrorismus der Selbstmordattentäter durch die indoktrinierte, übersteigerte Sehnsucht nach dem postmortalen Paradies und dem absoluten, uneingeschränkten Gehorsam gegenüber den Sheykh. 1752 wurde er zum korrespondierenden Mitglied der Göttinger Akademie der Wissenschaften gewählt.
1765 bis 1770 war er Professor an der Hohen Schule in Burgsteinfurt. Als Inaugurationsdissertation verfasste er eine grundlegende Arbeit über die Kindererziehung De optimo infantes ad virtutem et felicitatem educandi modo mit klaren Regeln für Eltern und Erzieher vom ersten Lebenstage an. In dieser grundlegenden Schrift über die Pädagogik in der Zeit der Aufklärung fordert er weiterhin eine bessere finanzielle Ausstattung der Schulen und bessere Ausbildung der Lehrer.
1770 konnte er endlich, durch Vermittlung seines Vetters Johann Wilhelm Ludwig Gleim, die Nachfolge seines inzwischen verstorbenen Vaters an der Universität Duisburg antreten als Professor für Geschichte, Beredsamkeit und Moral. Er musste sämtliche öffentliche Reden und Glückwünsche halten, war Rektor 1776 und 1786 und wirkte als Stadtarzt in Duisburg. Bemerkenswert in dieser Zeit sind seine philosophischen Einleitungen zu den Vorlesungsverzeichnissen der Universität Duisburg von 1771 bis 1786.
Er starb am 2. Juli 1789 in Duisburg.

### Familie
Er heiratete 1773 Philippine Lüttringhausen (* 10. Juni 1739; † 8. Januar 1809). Das Paar hatte zwei Kinder:
- Jeanette Christiana (* 1774)
- Friedrich August (* 1776)

## Dichtung
Berühmt wurde Withof durch seine philosophischen Lehrgedichte. Im Kern entstanden zwischen 1745 und 1755, basieren sie auf den Ideen der Aufklärung. Die Vernunft als Basis der geistigen Entwicklung des Menschen im Kampf um Gut und Böse wird immer wieder dargestellt in einer Form, die gefällig ist. Lehrreich und unterhaltsam soll die Dichtung sein; schwere philosophische Inhalte in ansprechender Form darzubieten ist das Ziel.
Ein Lehrgedicht, das sich dem Christentume weiht,
Erfordert Wissenschaft, Erfahrung, Stille, Zeit.
Academische Lehrgedichte 1782
Basierend auf der christlichen Ethik, war das Empfinden der Harmonie mit Gott und der Natur ein wesentlicher Wesenszug withofscher Dichtung.
Verachte nie die Kette der Natur.
Der kleinste Ring, wie jede Kreatur,
Erfreut und nutzt mit allen um die Wette.
Doch schlafe nie bei schönen Ringen ein.
Der letzte soll die Ruhestelle sein,
Den Gott umfasst, der Herr der ganzen Kette.
Academische Lehrgedichte 1782
Fünf große philosophische Lehrgedichte hat Withof verfasst: Der moralische Ketzer, Sokrates, Die Redlichkeit, Der medizinische Patriot und Sinnliche Ergötzungen. Besonders im Sokrates zeigt sich die Nähe zu Shaftesbury mit seiner Verbindung von Ethik und Ästhetik mit dem natürlichen Gefühl für Gut und Böse. Als Deist war ihm jede Frömmelei oder Doktrin fern.
Das allerhöchste Gut, das sich zur Erde schickt
Und, immer mehr erkannt, auch immer mehr erquickt,
Ist die Geflissenheit auf nützliche Geschäfte
Durch erst erwogne, dann erst gebrauchte Kräfte.
Bemühung, stets sich mehr von Fehlern zu befrein
Und dieses seines Werths sich hell bewusst zu sein;
Das ist das höchste Gut, befiehlt der Klage schweigen,
Ist schon der Tugend hier und nur der Tugend eigen,
Im Herzen hat es Sitz, im Christentume Licht,
Vernunft ist seine Schnur und Redlichkeit die Pflicht.
Dichterisch am Nächsten stand er seinem großen Vorbild Albrecht von Haller. Mehrere Briefe an ihn sind erhalten. Johann Gottfried von Herder schätzte ihn sehr und schrieb mehrere seiner Gedichte um, machte sie nach seiner Ansicht gefälliger.
Entschlüsse
Wohlan mein Geist! Jetzt, da du munter bist,
Bestimme, was dir wert und nützlich ist;
Laß Blöde sich im Alter erst befragen.
Kehrt doch der Tod auch bei der Jugend ein;
Ein Tag kann dir so wert als Jahre sein;
Was ist ein Jahr bei mißgebrauchten Tagen?
Entflieh dem Streit, der sich am Glauben nährt,
Der für's Gesetz sich dem Gesetz empört,
Sich viel vermisst, um gar nicht auszuüben.
Vertraue fest, daß ein wahrhafter Mann,
Den Ordnung führt, nur selten irren kann;
Wer Frieden liebt, wird nie verkehrt getrieben.
Dem Schönen, das die ganze Welt dir zeigt,
Geh spähend nach, bis es dein Trieb erreicht.
Vornehmer Geiz! So muß man Schätze häufen!
Schwingt sich zu Gott dein tiefes Lob empor,
Dann stelle dir erst alles Schöne vor;
Nie kannst du Gott dir allzu schön begreifen.
Bezwinge die zu starke Leidenschaft,
Und lege dann die da gesparte Kraft
Dem Opfer zu, das du gebückt entzündest,
Wenn du den Geist, der alle Welten füllt,
Sich immer neu gestaltet und enthüllt,
Im Menschen ihn, in ihm am schönsten findest.
Gib jeden Tag der Welt den Abschied hin,
So wird der Rest dir immer zum Gewinn,
Und keine Zeit sich ungebraucht verlueren.
Auf's Leben sei, nicht auf den Tod bedacht!
Der Rat gewußt, als er dich hergebracht,
Hat Rat genug, dich weiterhin zu führen.
Von Johann Philipp Lorenz Withof
Textauszug nach einer Bearbeitung von Johann Gottfried Herder (zum vollständig vorgetragenen Text siehe Weblinks)

## Werke

Titelseite der „Sinnlichen Ergötzungen“

- Was ist ein treuer Arzt? der allen sucht zu dienen ... / L. M. Q. Apprecatur Joh. Philippus Laurentius Withof (in Disputatio Medico-Practica Inauguralis De Vesicantium Usu In Morbis Pectoris / Publico Eruditorum Examini subjicit Moses Samuel. - Duisburg ad Rhenum, 1740, S. 30–32). Text online in Cato. Archiviert vom Original am 1. Februar 2012; abgerufen am 9. Februar 2005.
- Ode (in Dissertatio Inauguralis Medica De Mercurii Vivi, Sive Crudi, Usu Interno Tuto Et Efficaci / Publico Philiatrorum examini submittit Christianus Sanders van Well. - Duisburgi ad Rhenum, 1742, S. 32)
- Ode (in Dissertatio Inauguralis Medica De Sternutatione / Publico Philiatrorum examini submittit Wynandus Werner Weyermann. - Duisburgi ad Rhenum, 1742, S. 31–32)
- Tun' mente caussas non humili doces, ... / Jo. Phil. Laur. Withof Medicinae Studio (in Dissertatio Philologico-Theologica De Abrahamo Amico Dei ... / Quam ... Sub Praesidio ... Johannis ab Hamm ... Placidae Eruditorum Syzētēsei submittit ... Balthas. Eberhardus Withofius Duisburgo-Clivensis. - Duisburgi ad Rhenum, 1743, S. 47–48). Text online in tunamente. Archiviert vom Original am 1. Februar 2012; abgerufen am 13. Februar 2005.
- Non arte Coo, non Podalirio, ... / Jo. Phil. Laur. Withof (in Dissertatio Inauguralis Medica De Curatione Podagrae Sine Pharmacis / Publicae ac placidae eruditorum disquisitioni subjicit Godofredus Überfeld. - Duisburgi ad Rhenum, 1743, S. 30)
- Plaude, si sapis, o Thalia, plaude! ... / L. M. Q. Jo. Phil. Laur. Withof (in Dissertatio Inauguralis Medica, De Incubo / Publico Eruditorum Examini submittit Wilhelmus Loderus. - Duisburgi ad Rhenum, 1744, S. 32)
- Elegia (in Dissertatio Inauguralis Medica De Chlorosi / Publico Eruditorum Examini submittit Marcus Cosman Gompertz, Clivo Clivensis. - Duisburgi ad Rhenum, 1745, S. 32–34)
- Ad systema Leuwenhoeckianum commentarii duo. Acc. Monstosorum renum historia. Lugd. Batav. 1746.[1]
- Die Ehre der Wissenschaft; ein Gedicht. Lingen 1747. Text online in Die Ehre in Wissenschaften. Archiviert vom Original am 16. Februar 2007; abgerufen am 9. Februar 2005.
- De Aere in humanis liquoribus haerente Propositiones inaugurales etc.
- Diss. De aere in humanis liquoribus haerente. Duisburg 1748
- Diss. anatomico physiologica I. de pilo humano. Duisburg 1750
- Diss. anatomico physiologica II. de pilo humano. Duisburg 1751
- Gedichte. Bremen 1751
- Nachricht von einem ehemals sehr hoch gehaltenen Arzneygelehrten Aegidius Corboliensis. Duisburg 1751
- Ode (in Oratio, Quam memoriae Viri Amplissimi, Consultissimi Et Celeberrimi D. Casp. Theod. Summermanni, Utriusque Iuris Doct. Ac Professoris In Academia Duisburgensi Senioris Et Primarii / post peractas rite exsequias in Acroaterio majore habuit Iohannes Hildebrandus Withofius. - Duisburgi ad Rhenum, 1752, S. [61] – 64)
- Ioann. Phil. Laur. Withofii ... Oratio de religione medica publice dicta d. 4. Decembris 1752 quum historiarum, philosophiae et eloquentiae ordinariam professionem solenniter capesseret * Dissertatio anatomico-physiologica secunda De pilo humano. Quam ... sub praesidio doctoris Joh. Phil. Laur. Withof, ... in auditorio majori publice defendet Theodorus Ruys medicinae candidatus, Gocha-Clivensis. die 1752
- Anatome pili humani; in Comment. Societ. Regiae. Göttingen 1753. Text online in De Anatome pilii. Archiviert vom Original am 10. Juni 2007; abgerufen am 9. Februar 2005.
- Aufmunterungen in moralischen Gedichten. Dortmund 1755
- Diss. Duae de scientiarum in animi corporisque enervando robore damnosa efficacia. Duisburg 1756. De Scientarium, in animi corporisque enervando robore, damnosa efficacia. Archiviert vom Original am 28. September 2007; abgerufen am 4. März 2007.
- Die moralischen Ketzer. Duisburg 1760
- De castratis commentationes quator. Lausanne 1762[2]
- Das meuchelmörderische Reich der Assassinen. Kleve 1765, ISBN 3-8334-1182-1
- De optimo infantes ad virtutem et felicitatem educandi modo. Steinfurt 1767. Text online in De optimo ex interiore humanae naturae scientia deducto infantes ad virtutem et felicitatem educandi modo. Archiviert vom Original am 10. Juni 2007; abgerufen am 9. Februar 2005.
- Consilium primum de educatione infantum domestica. Burgsteinfurt 1767
- Qvod Orbi Christiano Totique Reipvblicae Literariae Felix Favstvmqve Esse Ivbeat ... Rectoris Magnificentissimi ... Dn. Anton. Corn. Barkey , S. S. Theologiae Doctor, Nvnc Vero Et Eivsdem Theologiae Professoris Pvbl. Ordin. Mvnvs Solenniter H. L. S. S. Die [] Hvivs Anni [MD]CCLXVII, Ordietvr. Burgsteinfurt 1767. (Digitalisat)
- Die Redlichkeit, ein Gedicht in drey Büchern. Halberstadt 1770. Text online in Die Redlichkeit. Archiviert vom Original am 1. Februar 2012; abgerufen am 5. Februar 2005.
- Prolusio continens animadversiones aliquas de poesi epica 1774
- Oratio De Pace Teschinensi : Dicata Avgvsto, Serenissimo Ac Potentissimo Principi Et Domino D. Friderico II. Regi Borussiae Et Rel. Regi Dominoqve Nostro Longe Clementissimo, Germaniae Libertatis Vindici Et Assertori Optimo Maximo / Habitaqve Academiae Regiae Dvisbvrgensis Nomine A Io. Phil. Lor. Withof. Duisburg 1779
- Oratio funebris in perluctuosum obitum Principis Regiae Dominae Ludovicae Amaliae, Principis Borussiae et rel. Duisburg 1780
- Academische Gedichte, 1. Teil. Leipzig 1782. Text online in Akademische Gedichte. Archiviert vom Original am 1. Februar 2012; abgerufen am 13. Februar 2005.
- Academische Gedichte, 2. Teil. Leipzig 1783
- Oratio Fvnebris In Obitum ... Friderici II. Regis Borvssiae ... / In Panegyri Maxime Solenni Devotissimae Academiae Regiae Dvisbvrgensis Nomine D. XXII. Septembris ... Habita A Io. Phil. Lavr. Withof ... 1786 44 S.
- Literae, Qvae [quae] Spectant Ad Novam Bonnae D. XX. Novembris MDCCLXXXVI. Inavgvrandam [inaugurandam] Academiam : Exaratae Amplissimi Senatvs Academiae Regiae Dvisbvrgensis Nomine, Stylo Io. Phil. Lavr. Withof Io. Hildebr. Fil. ... Eloqv. Prof. ... H.A. Rectoris 1786
- Responsio Ad Literas Magnifici Rectoris Et Amplissimi Senatvs [Senatus] Academiae Heidelbergensis, Solennia Secvlaria [secularia] VI. ... Novembris Celebratvrae [celebraturae] : Qvam Nomine Rectoris Et Senatvs Academici Dvisbvrgensis, Reddidit Io. Phil. Lavr. Withof Io. Hildebr. Fil. ... Eloqv. Prof. ... H.A. Rector 1786
- Unterhaltungen mit seinen Kindern. 2 Bände. Duisburg 1792. 3. Band: Duisburg 1793 (posthum erschienen). Text online in Unterhaltungen mit seinen Kindern. Archiviert vom Original am 1. Februar 2012; abgerufen am 9. Februar 2005.
- Verzeichniß einer Sammlung Bücher, welche der verstorbene Hofrath und Professor J. Ph. L. Withof hinterlassen und welche hieselbst an gewöhnlicher Stelle am 1sten Februar 1805 und folgenden Tagen den Meistbietenden verkauft werden sollen